# Grovavfall

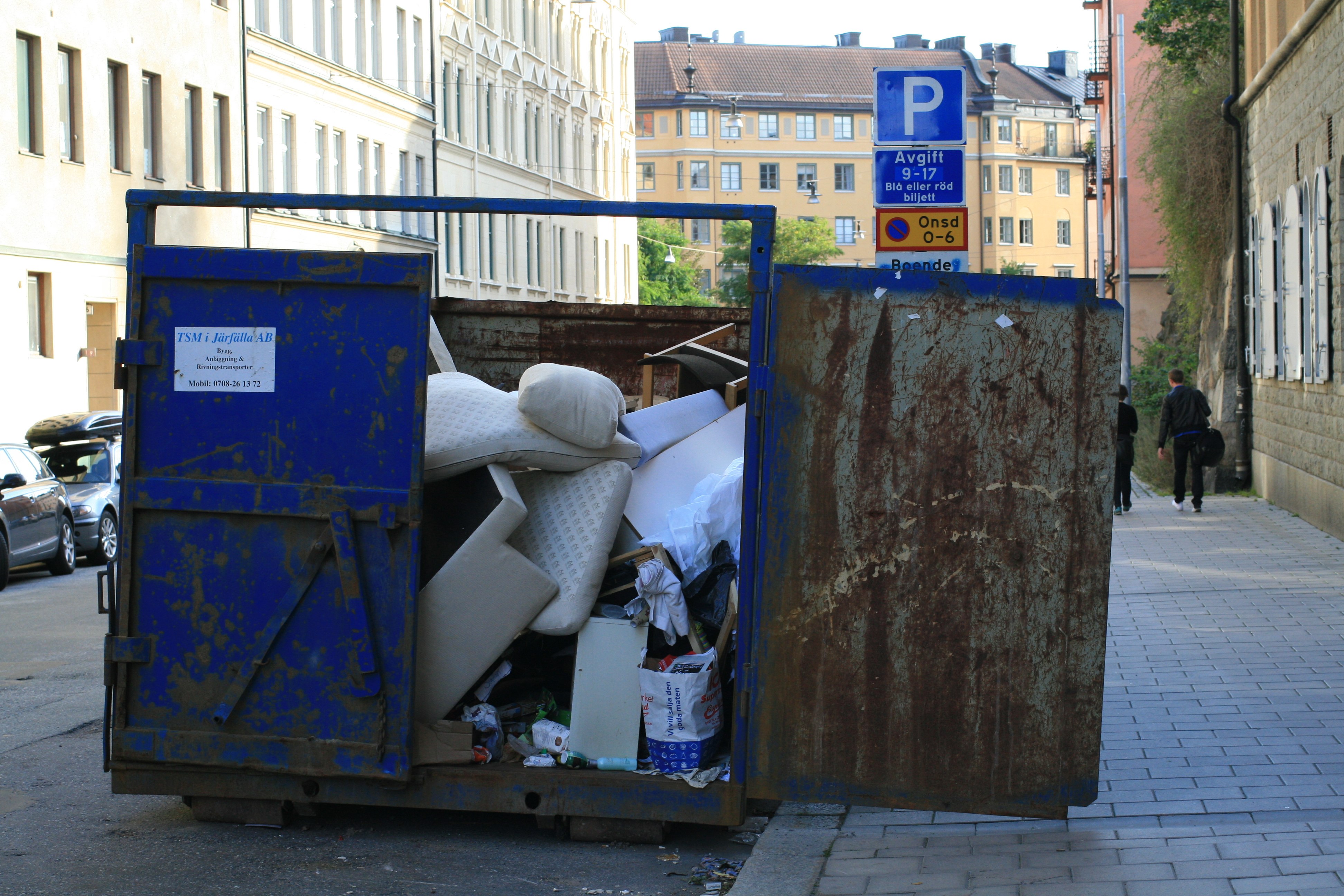
Container avsedd för grovsopor.

Grovavfall, alternativt grovsopor, är hushållsavfall som är för stort för att rymmas bland hushållssoporna. Hit hör exempelvis trasiga möbler, verktyg utan sladdställ eller batteri, byggavfall som träplankor och tegelstenar samt metallskrot såsom stekpannor. Grovsopor ska transporteras till återvinningscentral eller lämnas i grovsoprum enligt lokala anvisningar. Det är inte tillåtet att lämna grovsopor vid de lokala återvinningsstationernas behållare.
I Sverige beslutar kommunerna hur grovfallet ska hanteras. Fastighetsägare kan ibland själva transportera grovavfallet till en återvinningscentral. Det kan även gå att beställa hämtning mot en avgift.